# 대한민국 형사소송법 제290조
대한민국 형사소송법 제80조는 증거조사에 대한 형사소송법의 조문이다.

## 조문
제290조(증거조사)증거조사는 제287조에 따른 절차가 끝난 후에 실시한다.
[전문개정 2007.6.1.]

## 참고 문헌
- 손동권 신이철, 새로운 형사소송법(초판, 2013), 세창, 2013. ISBN 9788984114081

## 같이 보기
- 증거